# MISSLIM
『MISSLIM』（ミスリム）は、荒井由実（現：松任谷由実）の2枚目のアルバム。オリジナルは1974年10月5日に東芝EMIからリリースされた（LP：ETP-72001、CT：ZA-1579・ZT25-327）。
一時期、音源の原盤権の都合でアルファレコードより発売されたこともある。2000年4月26日にLPのブックレットを復刻し、バーニー・グランドマンによるデジタルリマスタリングで音質を大幅に向上したリマスタリングCD（TOCT-10712）をリリース。2005年3月10日より音楽配信された。

## 解説
- タイトルは「MISS SLIM」からの造語。
- ジャケット写真はイタリアンレストラン「キャンティ」の創業者・川添浩史の自宅で撮影されたもので、映っているグランドピアノは妻の梶子のものである[2]。ドレスは梶子が用意したイヴ・サンローランのもの[3]。梶子は当時は日本でのサンローランの権利も持つかなりの実力者だったが、当アルバムの録音直前である1974年5月に他界した。
- 演奏では前作『ひこうき雲』に続いて、松任谷正隆（後の夫）、細野晴臣、林立夫、鈴木茂のキャラメル・ママが中心となり、ブレイク前の山下達郎も参加した。山下はコーラスアレンジも担当したが、これはユーミン側が山下にレコーディング参加を要請した際「コーラスアレンジをやらせてくれるなら参加する」と条件を出されたためである。これ以降、山下は1979年の『OLIVE』まで約5年間、コーラス（アレンジャー）として参加した。
- 発売権がEMIミュージック・ジャパンに代わってからのCDはHDCDエンコードで収録されているが、表示は一切ない。
- 音楽配信を機に本人監修のもと、全曲の英語表記が公式に発表された[4]。
- フランソワーズ・サガンが処女作の初印税でジャガーを買った逸話に倣って、荒井は当アルバムの印税で、歌うイヴェット・ギルベールを描いたロートレックのリトグラフを買った[3]。

## 収録曲
| 全作詞・作曲: 荒井由実、全編曲: 松任谷正隆。 |                                                                  |          |            |      |
| #                                            | タイトル                                                         | 作詞     | 作曲・編曲 | 時間 |
| 1.                                           | 「生まれた街で -On the Street of My Home Town-」                 | 荒井由実 | 荒井由実   | 3:47 |
| 2.                                           | 「瞳を閉じて -Message In a Bottle-」                             | 荒井由実 | 荒井由実   | 3:10 |
| 3.                                           | 「やさしさに包まれたなら -Embraced In Softness-」(album version) | 荒井由実 | 荒井由実   | 3:11 |
| 4.                                           | 「海を見ていた午後 -One Afternoon By the Sea-」                  | 荒井由実 | 荒井由実   | 4:06 |
| 5.                                           | 「12月の雨 -December Rain-」                                     | 荒井由実 | 荒井由実   | 3:09 |
| 合計時間:                                    | 合計時間:                                                        | 17:23    |            |      |

| 全作詞・作曲: 荒井由実、全編曲: 松任谷正隆。 |                                                |          |            |      |
| #                                            | タイトル                                       | 作詞     | 作曲・編曲 | 時間 |
| 1.                                           | 「あなただけのもの -I'm All Yours-」           | 荒井由実 | 荒井由実   | 4:03 |
| 2.                                           | 「魔法の鏡 -Magical Mirror-」(album version)   | 荒井由実 | 荒井由実   | 3:14 |
| 3.                                           | 「たぶんあなたはむかえに来ない -You Left Me-」 | 荒井由実 | 荒井由実   | 4:32 |
| 4.                                           | 「私のフランソワーズ -Oh My Françoise-」       | 荒井由実 | 荒井由実   | 5:11 |
| 5.                                           | 「旅立つ秋 -Autumn Gone-」                     | 荒井由実 | 荒井由実   | 3:07 |
| 合計時間:                                    | 合計時間:                                      | 20:07    |            |      |

### 楽曲解説
1. 生まれた街で
タイトルの「生まれた街」とは、ユーミンの生まれた街である八王子を指す。
当初はバイクのCMソングに使われる予定だったという。
2. 瞳を閉じて
ラジオ番組のDJをしていたユーミンの元に、校歌がなかった長崎県立奈留高等学校の生徒から依頼の葉書が来て、同校の校歌として作られた曲。校歌としては採用されなかったが、愛唱歌として地元で歌い継がれるようになった。1988年歌碑が作られ、除幕式にユーミンも参加した。同時発売のシングル『12月の雨』のB面に収録された。2000年映画「スイート・スイート・ゴースト」主題歌。2004年～NHK総合『NHKアーカイブス』のテーマ曲。2023年フジテレビ / BSフジ「街角パレット～未来へのたからもの～」テーマソング。
カバー：ポニーテール（1976年）、倍賞千恵子（1979年）、yanokami（2011年）
3. やさしさに包まれたなら（album version） 
3枚目のシングルのアルバムバーション。シングルバージョン（イントロがピアノソロ）はスローテンポなアレンジであるが、このアルバムバージョン（イントロがギターストローク）はアップテンポの軽快なアレンジとなっている。なお、シングルバージョンは『YUMING BRAND』に収録されている
1989年の映画『魔女の宅急便』のエンディングテーマ。この際にアルバムバージョンが使用されたため、現在ではアルバムバージョンのほうが広く知られている。
1991年TBS系『ユーミン・ドラマブックス』でドラマ化された（出演は高嶋政伸、石田ひかり）。
2001年MoMAニューヨーク近代美術展イメージソング。
2005年JR東日本「Suicaキャンペーン」CMソング（suicaと私篇、片想い篇。後者はユーミン本人も出演）。
2007年フジテレビ系『ママが料理をつくる理由』主題歌。
2010年mixiCMソング。
4. 海を見ていた午後
歌詞に出てくる「ドルフィン」は、横浜・山手（実際の住所は根岸旭台、最寄り駅は根岸）にある実在のレストランで、同店には多くのユーミンファンが訪れる[5]。
カバー：ハイ・ファイ・セット（1975年）、甲斐名都（2007年）、JUJU（2008年）、沢田知可子、日野美歌（2009年）、サーカス（2013年）、島崎ひとみ、CHIHOMI、吉植未央、山本潤子
5. 12月の雨
4枚目のシングルとしてアルバムと同時発売。
コーラス･アレンジを山下達郎が担当し、コーラスはシュガー・ベイブが参加している。
カバー：川島なお美（1982年）、EPO（1987年）、区麗情（1994年）、岩崎宏美（2003年）、chay（2016年）
6. あなただけのもの
7. 魔法の鏡（album version）
3枚目シングルB面曲。
シングル盤とは2番の始めの歌詞が微妙に違っているほか、随所に松任谷正隆のマンドリンによるオブリガートが絡むアレンジになっている。ユーミンファンである江口寿史が1992年に自著『江口寿史の爆発ディナーショー』でこの曲を「ニューミュージックイメージコミック」としてギャグ調にコミカライズした。2006年NHK総合『あの歌がきこえる』で特集される。シングルバージョンは『YUMING BRAND』に収録された。
カバー：早乙女愛（1976年）、浜田朱里（1983年）、中森明菜、沢田知可子（1994年）
8. たぶんあなたはむかえに来ない
松任谷正隆に加え、山下達郎も編曲を担当した。
9. 私のフランソワーズ
タイトルの「フランソワーズ」は、フランソワーズ・アルディを指す[6]。
カバー：大貫妙子（2002年）
10. 旅立つ秋
TBSラジオ『林美雄のパックインミュージック』が最終回を迎えるに当たって作られた曲。2番の歌詞が同ラジオ番組の終了を暗示させるような内容になっている。
カバー：長谷川きよし（1974年）、渡辺香津美（2005年）

## 参加ミュージシャン
- キーボード：松任谷正隆
- ドラム：林立夫
- ベース、カウベル (A-1)：細野晴臣
- エレクトリック・ギター：鈴木茂
- パーカッション：林立夫（A-1, A-2, A-4, B-1, B-3）、斉藤ノブオ（A-1, B-1）、細野晴臣（A-1, A-5）
- フラット・マンドリン：松任谷正隆（B-2）
- フルート：清水万紀夫（A-1）
- アコースティック・ギター：吉川忠英（A-2, A-3, A-5）、瀬戸龍介（B-5）
- 12弦ギター：鈴木茂（A-5）、瀬戸龍介（A-3, B-5）
- ペダル・スチール・ギター：駒沢裕城 (コマコ)（A-3）
- コーラス：荒井由実（A-3）、Sugar Babe（A-1, A-2, A-5, B-3）、吉田美奈子（A-1, B-1, B-3）、山下達郎（B-1）、鈴木顕子（B-1）、大貫妙子（B-1）